# Christophe Van Rompaey
Christophe Van Rompaey (Gent, 18 april 1970) is een Vlaams film- en televisieregisseur.
Voor zijn debuut, de kortfilm Grijs won hij een juryprijs Short film van het Antalya Golden Orange Filmfestival, een eervolle vermelding op het Central Florida Film &Video Festival en de Youth Talent Award van het Brussels International Filmfestival. Voor Aanrijding in Moscou ontving hij in 2008 op het Filmfestival van Cannes de ACID-Award en de Grand Golden Rail, op het Denver International Film Festival de Krzysztof Kieslowski Award voor beste film en op het Filmfestival van Zürich de New Talent Award. In 2009 won hij voor dezelfde film de Bermuda International Film Festival Best Narrative Feature juryprijs en de Director's Week Award op Fantasporto.

## Filmografie
- Grijs (kortfilm, 1996)
- Team Spirit - de serie (2003)
- Team Spirit - de serie II (2005)
- Halleluja! (televisieserie, seizoen 1 2004 - 2005)
- Aanrijding in Moscou (2008)
- Vermist (televisieserie, seizoen 1 2008)
- Lena (2011)
- Voor wat hoort wat (televisieserie, 2015)
- Vincent (2016)

- Biblioteca Nacional de España: XX4605303
- Bibliothèque nationale de France: cb161489232 (data)
- Gemeinsame Normdatei: 138153450
- International Standard Name Identifier: 0000 0001 1682 0845
- Library of Congress Control Number: no2010090233
- Nederlandse Thesaurus van Auteursnamen: 314336486
- Système universitaire de documentation: 170111024
- Virtual International Authority File: 86489061
- WorldCat: E39PBJc7Rgp63M3tgxy6wJ83cP